# David Paniagua
David Paniagua (30 april 1959) is een voormalig Boliviaans voetballer, die speelde als aanvallende middenvelder. Hij kwam uit voor The Strongest, Club Blooming en Club Bolívar. Hij speelde zestien officiële interlands (één doelpunt) voor Bolivia in de periode 1979-1985. Hij maakte zijn debuut op 10 juli 1979 in de vriendschappelijke wedstrijd tegen buurland Paraguay (3-1).

## Erelijst
Club Blooming
- Liga de Fútbol

1984